# Hutong

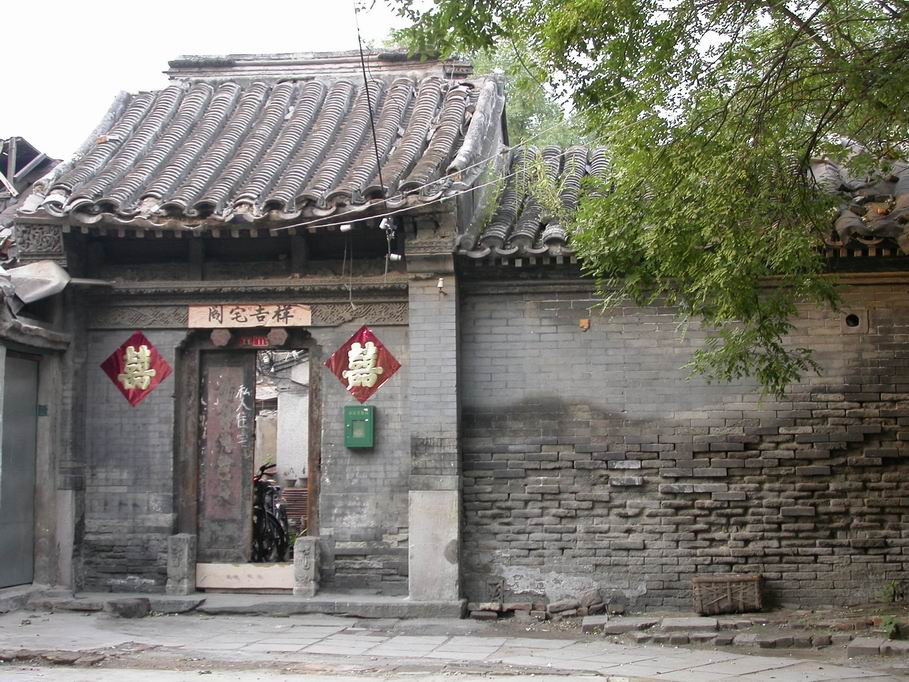
Hutong (Straßenansicht)

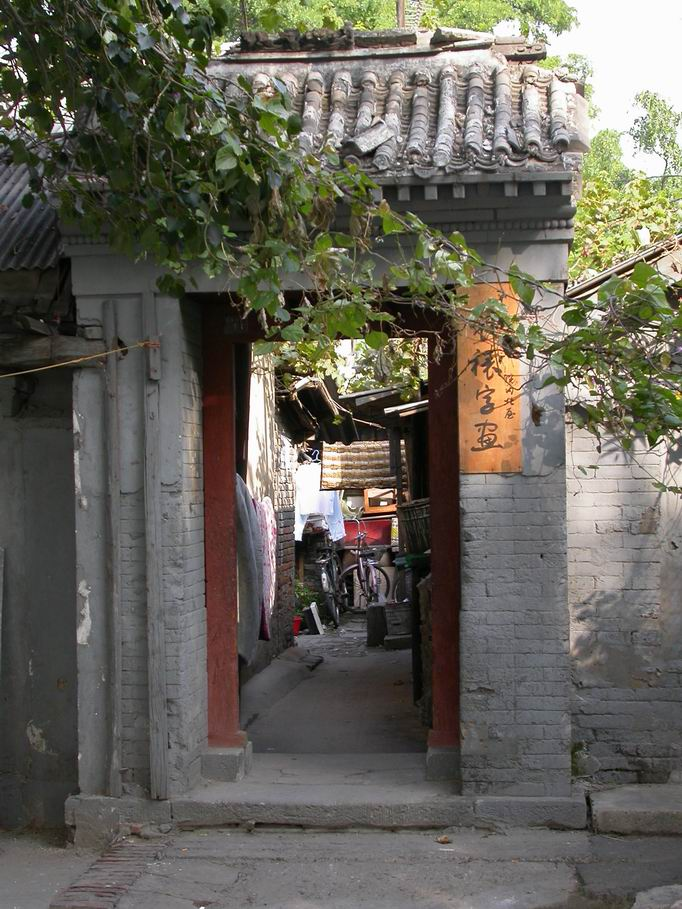
Eingang zum trad. Wohnhof

Hutongs (chinesisch 衚衕 / 胡同, Pinyin hútong) bezeichnen einerseits enge traditionelle Gassen in Nordchina, andererseits auch eine bis in die 1990er Jahre hinein vorherrschende Form von Wohngebieten in traditionell chinesischer Bauweise mit Innenhöfen (中國合院式傳統建築 / 中国合院式传统建筑) in Peking.
Hutong ist ein Wort mongolischen Ursprungs (mongolisch hottog), das so viel wie Quelle bedeutete, da die Bewohner dieser Hutongs oft in der Nähe eines Brunnens wohnten.
In den Hutongs Pekings sieht man noch die traditionellen Wohnhöfe (z. B. 四合院,  Sìhéyuàn). Im Jahr 2005 gab es in Peking noch etwa dreitausend Hutongs, in denen fast die Hälfte der Stadtbewohner lebte. Sie werden aber auf Grund der Umgestaltung des Stadtzentrums zunehmend seltener. Auf der Fläche eines Hutongs mit traditionell meist erdgeschossiger Bebauung lassen sich in moderner mehrstöckiger Geschossbauweise wesentlich mehr Wohnungen unterbringen. 